# Самбра, Алехандро
Алехандро Андрес Самбра Инфантас (исп.  Alejandro Andrés Zambra Infantas, 1975, Сантьяго) — чилийский поэт, прозаик, критик, педагог.

## Биография
Учился в Национальном институте, Чилийском университете, затем, по стипендии, в Испании, где получил степень магистра испанской филологии. Дебютировал как поэт (1998), в 2006 опубликовал первый роман Бонсай. Преподает в Университете имени Диего Порталеса в Сантьяго. Активно публикуется в испанской и латиноамериканской периодике. Главный редактор журнала поэзии Humo (Дым).

## Произведения
- Bahía Inútil, Ediciones Stratis, Santiago, 1998 (стихи 1996—1998)
- Немота/ Mudanza, Santiago, Quid Ediciones, 2003 (стихи, переизд.: Ediciones Tácitas, 2008; голл. пер. 2011)
- Бонсай/ Bonsái, Editorial Anagrama, 2006 (роман, Премия критики, премия Национального книжного совета, короткий список премии Альтасор; экранизирован в 2011 чилийским кинорежиссёром Кристианом Хименесом, фильм был показан на Каннском МКФ; итал. пер. 2007, англ. и фр. пер. 2008, голл. пер. 2010, иврит. пер 2011, порт. пер. 2012)
- Частная жизнь деревьев/ La vida privada de los árboles, Anagrama, Barcelona, 2007 (роман, номинация на Дублинскую литературную премию; фр. пер. 2009, англ. пер. 2010)
- Не читать/ No leer, Ediciones Universidad Diego Portales, 2010 (литературно-критические статьи, переизд.: Excursiones, Buenos Aires, 2012; Alpha Decay, Barcelona, 2012)
- Как вернуться домой/ Formas de volver a casa, Anagrama, Barcelona, 2011 (роман, премия Альтасор, премия Национального книжного совета, короткий список премии Медичи; переизд. 2014, нем. и фр. пер. 2012, англ. пер. 2013)
- Mis documentos, Anagrama, Barcelona, 2013 (сб. рассказов)

## Признание
Романы писателя переведены на несколько языков. В 2007, в рамках Международной книжной ярмарки в Боготе, он был включен в список 39 крупнейших писателей Латинской Америки в возрасте до 39 лет (см.: ). В 2010 британский журнал Гранта включил его в число наиболее интересных авторов до 35-ти лет, пишущих по-испански (). В 2013 он был удостоен премии принца Клауса (Нидерланды).